# Каррильо Флорес, Антонио
Анто́нио Карри́льо Фло́рес (исп. Antonio Carrillo Flores; 23 июня 1909, Мехико, Мексика — 20 марта 1986, Мехико, Мексика) — мексиканский политический деятель, экономист, дипломат, министр иностранных дел Мексики в 1964–1970.

## Биография
Второй сын композитора Хулиана Каррильо.
В 1929 г. получил кандидатскую, а в 1950 г. — докторскую степень в Национальном автономном университете Мексики (тема диссертации — история подоходного налога в стране).
В 1937 г. один из членов-учредителей федерального налогового суда.
В 1945—1952 гг. — генеральный директор Национальной финансовой корпорации.
В 1952—1958 гг. — министр финансов Мексики.
В 1958—1964 гг. — посол в США.
В 1964—1970 гг. — министр иностранных дел Мексики.
В 1970—1972 гг. — директор Фонда экономической культуры.
В 1980—1981 гг. — посол в СССР.
Участвовал в разработке ряда конституционных реформ — закона о национализации нефти (1938), восстановлении апелляционной инстанции Верховного суда (1937—1945), защите прав человека и ряда других.